# 埃德加·怀特
埃德加·怀特（英語：Edgar White，1929年11月17日—2014年1月7日），生于纽约州，美国前男子帆船运动员。他曾代表美国参加1952年夏季奥林匹克运动会帆船比赛，获得一枚金牌。

## 家庭
孪生兄弟萨姆纳·怀特。